# Benjamin Brossier
 (janvier 2023).
Pour les articles homonymes, voir Brossier.
Benjamin Brossier, né à Annecy le 1994, est un pongiste français.
Il participe notamment aux Jeux Olympiques de Rio en 2016.

## Biographie

### Jeunesse
Originaire d’Annecy, il quitte le foyer familial à l'âge de 10 ans. Il intègre ensuite très rapidement les structures fédérales. En passant par les pôles France de Bordeaux et Nantes avant de rejoindre L’INSEP (L’institut National des Sports, de l’Expertise et de la Performance) où il restera plus de 10 ans.
Dès ses 13 ans, son quotidien est rythmé par les nombreuses heures d’entrainements et les déplacements aux quatre coin du monde pour disputer des compétitions internationales avec le maillot de l’équipe de France.

### Carrière
Multiple Champion d’Europe dans les catégories jeunes, plusieurs fois Champions de France, médaillé aux Jeux Olympiques Universitaires en 2015, il manque de peu une médaille aux championnats du monde par équipe 2015 en s’inclinant à deux points près contre l’Angleterre,.
En 2016, il décroche une qualification sous les couleurs de la France à la plus prestigieuse des compétitions: Les Jeux Olympiques de Rio.
En parallèle il prend certaines responsabilités au sein des institutions sportives: membre du Conseil d’Administration de l’INSEP en sa qualité de représentant des sportifs de haut niveau pendant huit années. Pendant cette même période, il préside également le Conseil de la vie du sportif de l’INSEP. qui prend en considération le quotidien de 800 sportifs issus de 27 disciplines olympiques et paralympiques différentes.
En 2021, il intègre la CAHN [Commission des Athlètes de Haut Niveau] qui a pour but de représenter les athlètes au CNOSF [Comite National Olympique et Sportif Français].
En 2025, il remporte le championnat de Belgique par équipes avec le club du TTC Sokah Hoboken.

## Palmarès

### Catégories Jeune
- Championnats de France [Double]
  -  5 Médailles d'or
  -  2 Médailles d'argent

- Championnats d'Europe
  -  3 Médailles d'or en équipe
  -  1 Médailles d'argent en double

### Catégorie Sénior
- Participation aux Jeux Olympiques 2016 à Rio [Brésil 🇧🇷]
- Jeux Olympiques Universitaires 2015 à Gwangju [Corée 🇰🇷]  
  -  Médaille de bronze en équipe
- Championnats du Monde 2016 à Kuala Lumpur [Malaisie 🇲🇾]   
  - 1/4 de finale
- Top 8 mondial -21 à Lisbonne [Portugal 🇵🇹]   
  -  Médaille de bronze
- Masters circuit international
  -  2 Médailles d'or
  -  1 Médaille d'argent
  -  2 Médaille de bronze